# 斯帕卡那波利街

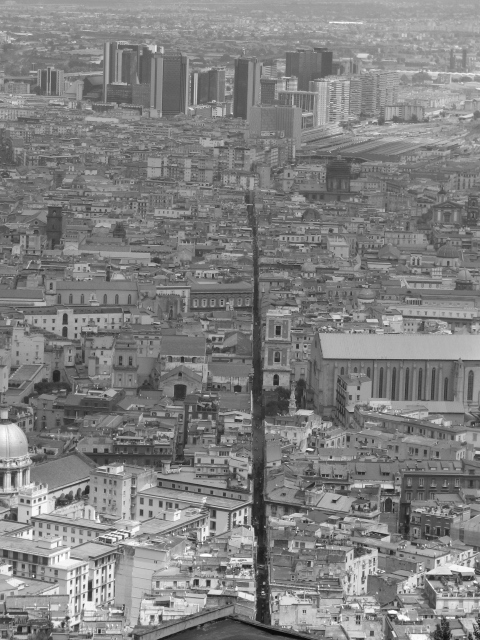
鳥瞰斯帕卡那波利街

斯帕卡那波利街（Spaccanapoli）是一条笔直穿过意大利那不勒斯古老的历史区的狭窄的主要街道，名称意为“那不勒斯划分者”。 
这条街是原希腊罗马城市“尼亚波利”三条东西走向的干道中最南面的一条，中间的一条是今天的法庭街（Via dei Tribunali），而最北的一条是今天的via Anticaglia和萨皮恩扎街（Via della Sapienza）。这三条干道与无数南北向街道交叉，共同构成了古城的网格。
如今，这条街正式开始于新耶稣广场，正式命名为贝内德托·克罗齐街。再向东，这条街更名为圣伯拉修街（Via San Biagio dei Librai），然后穿越主教座堂街（Via Duomo，得名于那不勒斯主教座堂），然后超出老城区的中心范围。
斯帕卡那波利街是一个主要的游客通道，供其前往该市许多重要景点，包括：
- 圣嘉勒圣殿
- 圣玛尔塔堂（Santa Marta）
- 大圣伯拉修堂（San Biagio Maggiore）
- 圣斐理伯圣雅各伯堂（Santi Filippo e Giacomo）
- 圣方济各堂（San Francesco delle Monache）
- 大圣多明我堂
- 威尼斯宫
- 彼得鲁奇宫（Palazzo Petrucci）
- Palazzo Pinelli
- Palazzo Carafa della Spina
- 巴勒莫人宫（Palazzo del Panormita）
- Palazzo Filomarino della Rocca
- 桑格罗宫（Palazzo di Sangro）
- 桑格罗卡萨卡伦达宫（Palazzo di Sangro di Casacalenda）
- 马里利亚诺宫（Palazzo Marigliano）
- 尼罗河小广场（Piazzetta Nilo）与尼罗河神雕像
- Palazzo of Monte di Pietà

40°50′N 14°15′E / 40.833°N 14.250°E
Template:那不勒斯地标